# إدي فرايل
إدي فرايل (بالإنجليزية: Eddie Friel)‏ (و. 1962  م) هو مغني أيرلندي، ولد في بلفاست، شارك في مسابقة الأغنية الأوروبية 1995.